# Finale UEFA Lige prvaka 2009.
Finale UEFA Lige prvaka 2009. bilo je 54. finale UEFA Lige prvaka, 17. u trenutnom formatu; odigrano 27. svibnja 2009. na Stadio Olimpicu u Rimu kao vrhunac sezone 2008./09. Pobjednik susreta bila je španjolska Barcelona, koja je pobijedila engleski Manchester United rezultatom 2:0. Samuel Eto'o je prvi postigao pogodak, i to u 10. minuti, a Lionel Messi je dodao još jedan 20 minuta prije kraja utakmice koja je Barceloni donijela trostruku krunu, osvojivši La Ligu, Copa del Rey i Ligu prvaka, što nijedan španjolski klub nije dotad učinio. Utakmicu je sudio Švicarac Massimo Busacca.
Ovo je ukupno bila treća Barçina pobjeda u finalu Lige prvaka, 17 godina nakon njihova zadnjeg osvajanja 1992. Manchester United je ušao u utakmicu kao branitelj naslova, što je prvi put da prvak brani naslov nakon Juventusova pokušaja u finalu 1997. Manchester United je također bio u mogućnosti da postane prva ekipa s dva naslova Kupa ili Lige prvaka zaredom nakon Milana 1990. Ovo je peto finale zaredom u kojem igra bar jedna engleskamomčad. Stadio Olimpico je dosad ugostio tri europska finala, nakon 1977., 1984. i 1996.
Kao pobjednici Lige prvaka 2008./09., Barcelona se kasnije susrela s pobjednikom Kupa UEFA 2008./09. Šahtaromiz Donjecka u UEFA Superkupu 2009., a kasnije je predstavljala UEFA-u na Svjetskom klupskom prvenstvu. Unatoč pobjedi u finalu Lige prvaka, Barcelona je osvojila 8 milijuna eura manje nego prošlogodišnji pobjednik Manchester United.

## Put do finala

### Barcelona
Zbog trećeg mjesta u La Ligi 2007./08, Barcelona je u Ligu prvaka 2008./09. ušla iz trećeg pretkola kvalifikacija. Zbog njezinog UEFA koefcijenta, bila je nositelj u trećem pretkolu, a njihov protivnik je bila Wisła Kraków iz Poljske. Barcelona je na Camp Nouu pobijedila rezultatom 4:0, pa je poraz u Poljskoj od 1:0 bio nevažan. Ukupnom pobjedom od 4:1, Barcelona je prošla u natjecanje po skupinama UEFA Lige prvaka.
Barcelonini UEFA koefcijenti su ju smjestili među osam nositelja za natjecanje po skupinama, što znači da će izbjeći momčadi kao Internazionale, Liverpool, Chelsea ili branitelja prvaka, Manchester Uniteda, ali su ipak mogi igrati s Bayern Münchenom, Romom ili Juventusom. Na kraju, Barcelona je izvukla Sporting CP, Basel i Shakhtar Donetsk.
Četiri pobjede, remi kod kuće s Baselom i poraz kod kuće od Shakhtara, stavio je Barcelonu na vrh skupine C. Kao pobjednci skupine, Barcelona nije mogla igrati s ostaim pobjednicima skupina, poput Manchester Uniteda, Liverpoola, Juventusa i Bayern Münchena, ali su mogli zapasti s drugoplasiranim iz skupina, poput Chelseaja, FC Intera i Arsenala. Ždrijeb je Barcelonu spojio s Lyonom i, kao pobjednik skupine, imali su pravo igrati uzvratnu utakmicu kod kuće.
U prvoj utakmici u Lyonu, Barcelona je primila gol već u sedmoj minuti, koji je iz slobodnog udarca postigao Juninho Pernambucano, dok je Thierry Henry izjednačio u drugom poluvremenu i tako Barceloni dao prednost zbog pravila gola u gostima. Trebali su pobjedu ili remi bez pogodaka da bi prošli; no pobjeda je bila gotovo garantirana nakon prvog poluvremena; dva gola je postigao Thierry Henry, te po jedan Lionel Messi i Samuel Eto'o, što je značilo vodstvo od 4:0. Golovi Jeana Makouna i Juninha su vratili Lyona na dva gola razlike, no pogodak Seydoua Keite u petoj minuti sudačke nadoknade je dao konačan rezultat od 6:3 ukupno za Barcelonu, što je značilo prolazak u četvrtfinale.
U četvrtfinalu, Barcelonu je u ždrijebu zapala s Bayernom iz Münchena, koji je nevjerojatnim ukupnim rezultatom od 12:1 pobijedio Sporting CP, drugoplasiranog iz Barcelonine skupine. Iako je Bayern imao sjajne rezultate, Lionel Messi i Samuel Eto'o su donijeli prednost od 2:0 već u 12. minuti. Messi i Henry su zabili još dva pogotka prije poluvremena, što je ostao konačan rezultat od 4:0 kod kuće. U uzvratnoj utakmici na Allianz Areni, Bayern je morao zabiti pet pogodaka da bi prošao. Ipak, poveli su golom Francka Ribéryja u 47. minuti, ali je bilo prekasno; Seydou Keita je potvrdio ukupnu pobjedu od 5:1 u 73. minuti.
Ždrijeb polufinala je Barcelonu mogao spojiti londonskim Chelseajem ili s Liverpoolom. Nakon pobjede od 3:1 na Anfieldu, Chelsea je se kvalificirala za polufinale s remijem od 4:4 na Stamford Bridgu. Prva utakmica polufinala je igrana na Camp Nouu; iako je Barcelona imala veći posjed lopte, obrana Chelseaja je bila odlučna i čvrsta, te je Chelsea postala jedina momčad ove sezone koja nije izgubila od  Barcelone na njihovom terenu. Iako je Barcelona trebala pobjedu, loše su počeli u Londonu; nakon što nisu uspjeli zaustaviti Lampardovo dodavanje lopte u šesnaresterac, Michael Essien je sjanim volejem lijevom nogom zakucao loptu iznad Víctora Valdésa. Ostatak utakmice je se nastavio kao i u prvoj utakmici, s Barçinim boljim posjedom lopte. Usprkos tome, njihova disciplina nije bila na razini, jer Chelsea nije dobila četiri jedanaestercakoja su trebala biti dosuđena, a još je i Daniel Alves dobio treći žuti karton ukupno u drugom djelu natjecanja, što je značilo da neće moći igrati u finalu. Éric Abidal je dobio izravni crveni karton zbog prekršaja na Nicolasu Anelki, kada je francuski napadač krenuo na gol, iako je se poslije pokazalo da je sam pao. Baš kad je izgledalo da će Chelsea ponoviti finale iz 2008., norveški sudac Tom Henning Øvrebø je dodao četiri minute nadoknade; u trećoj od te četiri minute, Lionel Messi je dodao loptu Andrésu Iniesti, koji je s kraja šesnaesterca sjajno pogodio iznad ruke Petra Čecha, što je značilo da Barcelona ide dalje zbog pravila gola u gostima.

### Manchester United
Kao branitelj UEFA Lige prvaka, Manchester United je obranu naslova počeo u natjecanju po skupinama, gdje su bili najveći nositelji. Ta pozicije im je dala mogućnost da izbjegnu osam najvećih europskih klubova i europskih prvaka, poput Barcelone, FC Intera i Real Madrida, sve do osmine finala round, iako su mogli izvući i Bayern München ili Romu. Na kraju, u njihovoj skupini su još izvučeni njima vrlo poznati protivnici: Villarreal (s kojim su igrali 2005./06.) i Celtic (2006./07.); te su zapali s novim klubom u Ligi prvaka, Aalborgom BK.
Dvije pobjede – u gostima protiv Aalborga i kod kuće protiv Celtica – te četiri remija su bila dovoljna da im osigura prolaz u drugi dio natjecanja, a pobjeda Celtica nad Villarrealom u zadnjoj utakmici skupine je "dala" Unitedu prvo mjesto u skupini E. To je značilo da će izbjeći klubove: Roma, Barcelona, Bayern München, Porto i Juventus u osmini finala; ali,protivnici su im mogli biti i Internazionale, Lyon i Real Madrid. Ždrijeb je Manchestera spojio s José Mourinhovim Interom, ali pošto je Manchester bio pobjednik skupine, oni su imali mogućnost igranja uzvrata kod kuće.
Manchester United je bolje započeo prvu utakmicu, a iako je se Inter popravio u drugom poluvremenu, nijedna momčad nije postigla pogodak, pa je utakmica završila 0:0 prije uzvrata na Old Traffordu. Ovaj remi je bio 20 neporažena utkmica zaredom u Ligi prvaka, te je srušio breaking Ajaxov rekord od 19 utakmica zaredom bez poraza i taj je rekord trajao 13 godina. Pravilo gola u gostima na San Siru je značio da United ne smije primiti primiti gol s remijem (jedini povoljan neriješen rezultat za njih bi bio 0:0). Manchester je poveo već u 4 minuti, golom Nemanje Vidića glavom. Iako je Zlatan Ibrahimović pogodio gredu u prvom poluvremenu, Inter nije zabio gol. Cristiano Ronaldo je udvostručio vodstvo Uniteda u drugom poluvremenu, i odveo Manchester u četvrtfinale.
Ždrijeb četvrtfinala spojio je Uniteda s Portom, koji su bili prvi put u drugom djelu natjecanja nakon 2003./04. sezone. Ovaj ždrijeb je utvrdio i polufinalne utakmice, Manchester bi trebao igrati s Arsenalom ili Villarrealom. Prva četvrtfinalna utakmica je igrana na Old Traffordu, što je dalo Portu šansu da pritisne Manchester United zbog gola u gostima. Nažalost za United, taj gol u gostima je došao već u prvoj minuti utakmice. Wayne Rooney je izjednačio 10 kasnije, a Carlos Tévez je donio vodstvo u 85. minuti, ali samo minutu prije kraja utakmice, pogreška Unitedove obrane je donijela vodstvo Portu, vrlo važan gol (u gostima) je zabio Mariano. Ti golovi u gostima su značili da da Manchester na Estádio do Dragãu u Portu mora pobijediti ili igrati neriješeno rezultatom 2:2 ili više da bi ostao u natjecanju. Da žele pobjedu, pokazao je i Ronaldov gol s 40 metara već u šestoj minuti, a iako su obje momčadi napadale i htjele zabiti gol, taj prvi gol je ostao i jedini u utakmici, te je Manchester bio prva engleska momčad koja je pobijedila Porto kod kuće.
Za to vrijeme, neriješen rezultat od 1:1 u Villarrealu i poobjeda od 3:0 na Emirates Stadiumu, Arsenalu je osigurala prolaz upolufinale, gdje će igrati s Manchestrom. Ždrijeb je odlučio da će United prvu utakmicu igrati kod kuće i počeli su tu utakmicu izvrsno; nakon što su Wayne Rooney, Carlos Tévez i Cristiano Ronaldo imali nekoliko dobrih prilika, John O'Shea je zabio prvi gol,dok je Michael Carrick imao sjajnu šansu nakon kornera. United je nastavio s prilikama, ali je do kraja ostalo 1:0. Nakon tjedana dana, Manchester je u Londonu morao izbjeći poraz veći od 1:0 i proći će u drugo finale zaredom, što je zadnji put uspjelo Juventusu u 1997. Arsenal je i dalje imao nade za finale, trebao je samo jedan gol da se vrati u igru, ali su sve nade "pale u vodu" nakon što je Park Ji-Sung iskoristio proklizavanje mladog Kierana Gibbsa i postigao pogodak za 1:0, a nakon osam minuta, Cristiano Ronaldo je postigao sjajan pogodak s 30-ak metara u 11. minuti. S dva gola u gostima Uniteda, Arsenal je morao zabiti četiri gola da bi prošao dalje. Doduše,  Manchester je taj koji je zabio sljedeći pogodak, strijelac je opet bio Cristiano Ronaldo u 61. minuti. 15 minuta prije kraja, Arsenalu je dodijeljen jedanaesterac, nakon što je Darren Fletcher prekršio Cesca Fàbregasa u šesnaestercu, za taj je prekršaj dobio crveni karton, iako se poslije vidjelo da je Fletcher išao na loptu. Robin van Persie je realizirao jedanaesterac, pa je na kraju bilo 3:1, nedovoljno za Arsenal da stigne Uniteda. To je treće finale Manchestera u koje je stigao bez poraza.

### Rezultati
| Momčad         | Uta. | Pob. | Izj. | Por. | PoG. | PrG. | GR  | Bod. |
| -------------- | ---- | ---- | ---- | ---- | ---- | ---- | --- | ---- |
| Barcelona      | 6    | 4    | 1    | 1    | 18   | 8    | +10 | 13   |
| Sporting CP    | 6    | 4    | 0    | 2    | 8    | 8    | 0   | 12   |
| Šahtar Donjeck | 6    | 3    | 0    | 3    | 11   | 7    | +4  | 9    |
| Basel          | 6    | 0    | 1    | 5    | 2    | 16   | -14 | 1    |

| Momčad            | Uta. | Pob. | Izj. | Por. | PoG. | PrG. | GR | Bod. |
| ----------------- | ---- | ---- | ---- | ---- | ---- | ---- | -- | ---- |
| Manchester United | 6    | 2    | 4    | 0    | 9    | 3    | +6 | 10   |
| Villarreal        | 6    | 2    | 3    | 1    | 9    | 7    | +2 | 9    |
| Aalborg BK        | 6    | 1    | 3    | 2    | 9    | 14   | -5 | 6    |
| Celtic            | 6    | 1    | 2    | 3    | 4    | 7    | -3 | 5    |

## Susret
| 27. svibnja 2009. 20:45 (CET) |           |                   |                                                         |
| Barcelona                     | 2 – 0     | Manchester United | Stadio Olimpico, Rim Sudac: Massimo Busacca (Švicarska) |
| Eto'o 10' Messi 70'           | Izvještaj |                   | Stadio Olimpico, Rim Sudac: Massimo Busacca (Švicarska) |

| Barcelona | Manchester United |

| BARCELONA:      |    |                   |     |       |
|                 |    |                   |     |       |
| GK              | 1  | Víctor Valdés     |     |       |
| RB              | 5  | Carles Puyol      |     |       |
| CB              | 24 | Yaya Touré        |     |       |
| CB              | 3  | Gerard Piqué      | 16' |       |
| LB              | 16 | Sylvinho          |     |       |
| DM              | 28 | Sergio Busquets   |     |       |
| CM              | 6  | Xavi              |     |       |
| CM              | 8  | Andrés Iniesta    |     | 90+2' |
| RF              | 10 | Lionel Messi      |     |       |
| LF              | 14 | Thierry Henry     |     | 72'   |
| CF              | 9  | Samuel Eto'o      |     |       |
| Zamjene:        |    |                   |     |       |
| GK              | 13 | José Manuel Pinto |     |       |
| DF              | 2  | Martín Cáceres    |     |       |
| DF              | 46 | Marc Muniesa      |     |       |
| MF              | 15 | Seydou Keita      |     | 72'   |
| FW              | 7  | Eiður Guðjohnsen  |     |       |
| FW              | 11 | Bojan Krkić       |     |       |
| FW              | 27 | Pedro Rodríguez   |     | 90+2' |
| Trener:         |    |                   |     |       |
| Josep Guardiola |    |                   |     |       |

| MANCHESTER UNITED: |    |                   |       |     |
|                    |    |                   |       |     |
| GK                 | 1  | Edwin van der Sar |       |     |
| RB                 | 22 | John O'Shea       |       |     |
| CB                 | 5  | Rio Ferdinand     |       |     |
| CB                 | 15 | Nemanja Vidić     | 90+3' |     |
| LB                 | 3  | Patrice Evra      |       |     |
| CM                 | 8  | Anderson          |       | 46' |
| CM                 | 16 | Michael Carrick   |       |     |
| CM                 | 11 | Ryan Giggs        |       | 75' |
| RW                 | 13 | Park Ji-Sung      |       | 66' |
| LW                 | 10 | Wayne Rooney      |       |     |
| CF                 | 7  | Cristiano Ronaldo | 78'   |     |
| Zamjene:           |    |                   |       |     |
| GK                 | 29 | Tomasz Kuszczak   |       |     |
| DF                 | 21 | Rafael            |       |     |
| DF                 | 23 | Jonny Evans       |       |     |
| MF                 | 17 | Nani              |       |     |
| MF                 | 18 | Paul Scholes      | 81'   | 75' |
| FW                 | 9  | Dimitar Berbatov  |       | 66' |
| FW                 | 32 | Carlos Tévez      |       | 46' |
| Trener:            |    |                   |       |     |
| Sir Alex Ferguson  |    |                   |       |     |

| Igrač utakmice (UEFA): Xavi Igrač utakmice (navijači): Lionel Messi Pomoćni suci: Matthias Arnet Francesco Buragina Četvrti sudac: Claudio Circhetta |

## Vanjske poveznice
- Liga prvaka 2008./09., UEFA.com

| Finala Kupa prvaka i UEFA Lige prvaka | Finala Kupa prvaka i UEFA Lige prvaka |
| ------------------------------------- | --- |
|                                       | |
| Kup prvaka                            | 1956. • 1957. • 1958. • 1959. • 1960. • 1961. • 1962. • 1963. • 1964. • 1965. • 1966. • 1967. • 1968. • 1969. • 1970. • 1971. • 1972. • 1973. • 1974. • 1975. • 1976. • 1977. • 1978. • 1979. • 1980. • 1981. • 1982. • 1983. • 1984. • 1985. • 1986. • 1987. • 1988. • 1989. • 1990. • 1991. • 1992. |
|                                       | |
| Liga prvaka                           | 1993. • 1994. • 1995. • 1996. • 1997. • 1998. • 1999. • 2000. • 2001. • 2002. • 2003. • 2004. • 2005. • 2006. • 2007. • 2008. • 2009. • 2010. • 2011. • 2012. • 2013. • 2014. • 2015. • 2016. • 2017. • 2018. • 2019. • 2020. • 2021. • 2022. • 2023. • 2024.                                         |

| Finala Kupa prvaka i UEFA Lige prvaka | Finala Kupa prvaka i UEFA Lige prvaka |
| ------------------------------------- | --- |
|                                       | |
| Kup prvaka                            | 1956. • 1957. • 1958. • 1959. • 1960. • 1961. • 1962. • 1963. • 1964. • 1965. • 1966. • 1967. • 1968. • 1969. • 1970. • 1971. • 1972. • 1973. • 1974. • 1975. • 1976. • 1977. • 1978. • 1979. • 1980. • 1981. • 1982. • 1983. • 1984. • 1985. • 1986. • 1987. • 1988. • 1989. • 1990. • 1991. • 1992. |
|                                       | |
| Liga prvaka                           | 1993. • 1994. • 1995. • 1996. • 1997. • 1998. • 1999. • 2000. • 2001. • 2002. • 2003. • 2004. • 2005. • 2006. • 2007. • 2008. • 2009. • 2010. • 2011. • 2012. • 2013. • 2014. • 2015. • 2016. • 2017. • 2018. • 2019. • 2020. • 2021. • 2022. • 2023. • 2024.                                         |